# Atterraggio

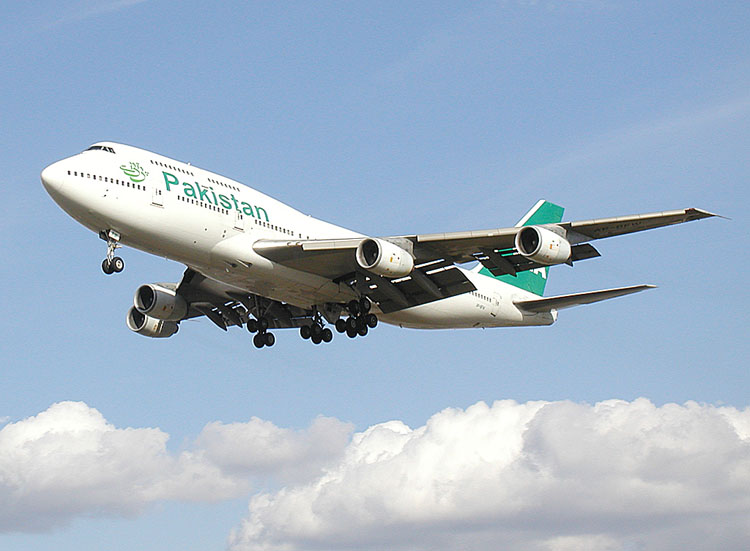
Un Boeing 747-300 in atterraggio. Sul bordo di uscita dell'ala si possono notare i flap abbassati

In aeronautica, l'atterraggio è la fase del volo in cui un aeroplano prende contatto con il suolo. Di solito gli aerei atterrano negli aeroporti, dove le piste sono appositamente progettate per rendere il più sicura possibile questa delicata fase. A seconda della superficie sulla quale si prende contatto, si usano altri termini specifici: quando si atterra su una portaerei si parla di appontaggio; quando invece si atterra sull'acqua si parla di ammaraggio; la stessa operazione effettuata sulla superficie della Luna si chiama allunaggio.

## Descrizione
Per atterrare bisogna perdere gradualmente velocità e quota, impostando una discesa ad angolo costante che conduce alla soglia della pista. Con i grandi aerei di linea, per poter mantenere velocità minori senza andare in stallo, occorre usare i flap. Qualche metro prima di toccare la pista, il pilota esegue la manovra di raccordo, cioè riduce gradualmente l'inclinazione della traiettoria tirando verso di sé la cloche fino a portare l'aereo quasi parallelo alla pista: per inerzia l'aereo percorre qualche metro orizzontalmente e tocca delicatamente la pista prima con il carrello di atterraggio posteriore e poi con il carrello anteriore. Sugli aerei più grandi, dopo l'atterraggio, vengono aperti gli spoiler o deflettori (talvolta erroneamente definiti freni aerodinamici o aerofreni) per diminuire la portanza delle ali, ottenere un'aderenza migliore con il suolo e rendere l'azione frenante più efficace; per rallentare in maniera ancora più efficace il velivolo, la direzione di spinta dei motori viene invertita ed infine vengono attivati i freni sulle ruote dei carrelli. Il peso dell'aereo fa sì che al contatto col suolo gli pneumatici lascino sottili strati di gomma sulla pista; questi sono rimossi periodicamente tramite idrosgommatura per evitare eccessivi accumuli di materiale.
La velocità di atterraggio dipende dalle certificazioni dei vari aerei, ma un aeromobile medio, come ad esempio un Boeing 737, atterra con una velocità di circa 130-140 nodi (circa 240–260 km/h), i piccoli monomotori con una velocità di circa 50-60 nodi (circa 90–100 km/h), gli alianti e gli ultraleggeri anche ad una velocità inferiore.
Negli ultimi modelli di aeroplani, grazie alle moderne tecnologie aeronautiche e al sistema di atterraggio strumentale (ILS, da Instrument Landing System), la fase di avvicinamento può essere completamente gestita dal pilota automatico senza che il pilota tocchi la cloche: questa pratica aumenta considerevolmente le condizioni di sicurezza in caso di scarsa visibilità dovuta al maltempo o alla nebbia. L'atterraggio, salvo in rari casi, viene però effettuato manualmente per questioni di sicurezza, in quanto il pilota sarebbe più reattivo del pilota automatico in caso di emergenze improvvise (wind shear, incursioni in pista, ecc.).
La manovra con cui un aeromobile interrompe un atterraggio, per esempio a causa un ostacolo sulla pista o per insufficiente spazio di arresto, e riprende quota, è chiamata riattaccata.

## Teoria
Nella fase di atterraggio le norme prevedono che il velivolo arrivi sulla soglia della pista con un'altezza minima di 50 ft (15 m), lungo una traiettoria rettilinea inclinata di −3° rispetto all'orizzonte, la quale rappresenta il radiosentiero definito dagli apparati di assistenza al volo; ad una quota intorno ai 40-50 ft (il valore reale dipende molto dal tipo di velivolo) il pilota effettua la manovra di flare (in italiano raccordo, in gergo richiamata) durante la quale passa gradualmente dalla traiettoria di discesa alla traiettoria orizzontale. Infine il velivolo posa sulla pista il carrello principale prima ed il ruotino anteriore (o posteriore in caso di carrello biciclo) poi.

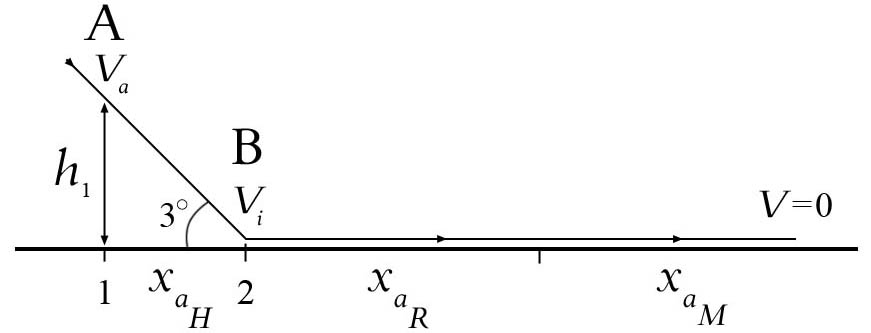
Schema delle fasi teoriche di un atterraggio

Vediamo a questo punto come viene schematizzata tale manovra per il calcolo degli spazi di pista necessari. Anche in questo caso, così come accade per il decollo, le norme dividono lo spazio in tre segmenti
{\displaystyle x_{a}=x_{H}+x_{R}+x_{M}}
cioè un segmento in volo ({\displaystyle x_{H}}), un primo segmento a terra ({\displaystyle x_{R}}, distanza di rotazione) che corrisponde alla fase in cui il velivolo, con il carrello principale già al suolo, porta a terra anche il carrello di prua, ed infine un terzo segmento ({\displaystyle x_{M}}) che corrisponde alla decelerazione del velivolo sulla pista. Per quanto riguarda la determinazione delle velocità e delle distanze, faremo dei ragionamenti di tipo energetico, che, senza entrare nel merito dell'accuratezza ottenuta, ci indicheranno quali parametri intervengano.
In corrispondenza dell'ostacolo critico, un ostacolo immaginario che ha un'altezza di 50 piedi, si assume che l'aeromobile abbia una velocità {\displaystyle V_{a}}, detta velocità di avvicinamento, pari a
{\displaystyle V_{a}=1\mathrm {,} 30V_{s}}
dove {\displaystyle V_{s}} è la velocità di stallo calcolata in configurazione di atterraggio, cioè con carrello fuori e ipersostentatori completamente estesi. Nel momento in cui nel nostro schema il velivolo tocca terra, la velocità viene detta velocità di impatto e viene assunta pari a
{\displaystyle V_{i}=1\mathrm {,} 15V_{s}}.
L'energia associata all'aeromobile all'inizio del segmento (cioè nel punto A) è quindi
{\displaystyle W\left(h_{1}+{\frac {V_{a}^{2}}{2g}}\right)}
mentre l'energia associata al velivolo al termine del segmento (cioè nel punto B) è
{\displaystyle {\frac {V_{i}^{2}}{2g}}}
e la variazione di energia per passare dal punto A al punto B sarà perciò
{\displaystyle \Delta \epsilon =W\left(h_{1}+{\frac {V_{a}^{2}-V_{i}^{2}}{2g}}\right)}
e sarà pari al lavoro
{\displaystyle L_{F}={\vec {F}}\cdot {\vec {x}}_{H}}
fatto da una forza che per ora chiamiamo, in modo molto generico, forza ritardatrice, nella quale al posto della distanza effettiva percorsa lungo la traiettoria, abbiamo considerato proprio poiché l'angolo di rampa è molto piccolo e quindi tali due distanze sono molto vicine tra loro. Dall'uguaglianza abbiamo dunque
{\displaystyle Fx_{H}=W\left(h_{1}+{\frac {V_{a}^{2}-V_{i}^{2}}{2g}}\right)}.
Notiamo che la forza ritardatrice è, di fatto, la resistenza aerodinamica del velivolo, F = D, ed inoltre, tenendo sempre conto che l'angolo di rampa è piccolo, l'equazione di sostentamento, che deve sempre essere verificata, mostra W ≈ P; dalla precedente abbiamo quindi
{\displaystyle x_{H}=E\left(h_{1}+{\frac {V_{a}^{2}-V_{i}^{2}}{2g}}\right)}
(dove E è detta efficienza aerodinamica, pari al rapporto tra portanza aerodinamica e resistenza aerodinamica) e questa è la relazione che ci permette di esprimere in forma approssimata la lunghezza del primo segmento. L'elemento più interessante che deriva dalla precedente risiede nel fatto che in questa compare l'efficienza aerodinamica. Osserviamo come tanto maggiore è E e tanto più grande è lo spazio impiegato in questa fase; fisicamente ciò è spiegabile tenendo conto che l'efficienza aerodinamica può essere vista dal punto di vista fisico come l'inverso di un coefficiente di attrito poiché in questa fase del volo il problema principale è quello di dissipare energia, è immediato che tanto più la configurazione è poco efficiente, dal punto di vista aerodinamico, e tanto minore sarà lo spazio richiesto per dissipare l'energia che il velivolo possiede nel momento in cui inizia la manovra di atterraggio. Per questo motivo è piuttosto importante che in questa fase gli ipersostentatori siano estratti alle massime angolazioni; ciò infatti non solo produrrà un aumento notevole del coefficiente di portanza massimo, il quale consente di ridurre le velocità che intervengono nella manovra, ma determinerà anche un notevole aumento del coefficiente di resistenza che consente di minimizzare lo spazio impiegato.
Per quanto riguarda la fase di rotazione, lo spazio impiegato viene calcolato come
{\displaystyle x_{R}=\Delta tV_{i}}
mentre per il terzo segmento, quello a terra con tutti i carrelli, troviamo (si veda la parte relativa al decollo)
{\displaystyle x_{M}={\frac {1}{2}}\int _{V_{i}}^{0}{\frac {1}{\dot {V}}}\,dV^{2}}
dove
{\displaystyle {\dot {V}}={\frac {g}{W}}(T-D-\mu (W-L))}.
Analizziamo i vari termini dell'equazione precedente. Per quanto riguarda la spinta, possiamo porre T ≤ 0, valori negativi della spinta si ottengono mediante i sistemi di inversione, quali inversori di spinta (in inglese thrust reversal), accessori del motore, solitamente posizionati nella parte posteriore della gondola, la quale viene ruotata in modo tale che il getto venga indirizzato in avanti ed eserciti così un'azione frenante, la quale, in termini di spinta inversa, può arrivare fino al 20 - 30% della spinta massima erogata dal motore. Troviamo alcuni di questi sistemi anche su velivoli militari, come ad esempio il Tornado; sui velivoli più recenti con motori ad alto rapporto di diluizione, per motivi legati alle prestazioni dei sistemi meccanici abbastanza complessi che intervengono in questo tipo di applicazioni, i sistemi di inversione funzionano in modo da agire solo sulla parte fredda del flusso, per questo motivo l'efficacia ne è notevolmente ridotta.
Per quanto riguarda invece il termine sappiamo che nei casi di pista asciutta il valore del coefficiente μ è intorno a 0,5; possiamo però intervenire sulla differenza W − L: tanto più questa differenza è alta e tanto più efficace sarà l'azione frenante: a tale scopo vengono usati i deflettori: i deflettori possono essere azionati dal pilota oppure automaticamente non appena dei sensori posti sui carrelli registrano il peso dell'apparecchio gravante sui carrelli stessi; gli angoli di cui vengono ruotati i deflettori arrivano quasi a 90°.
L'effetto non è unicamente quello di un aerofreno (è comprensibile vi sia un notevole aumento della resistenza), bensì anche quello di produrre la separazione del flusso su una parte molto estesa della superficie alare: in tal modo la portanza si riduce notevolmente ed il carrello risulta in tal modo più caricato, rendendo così più efficace l'azione frenante sulle ruote.

## Tecnica di atterraggio

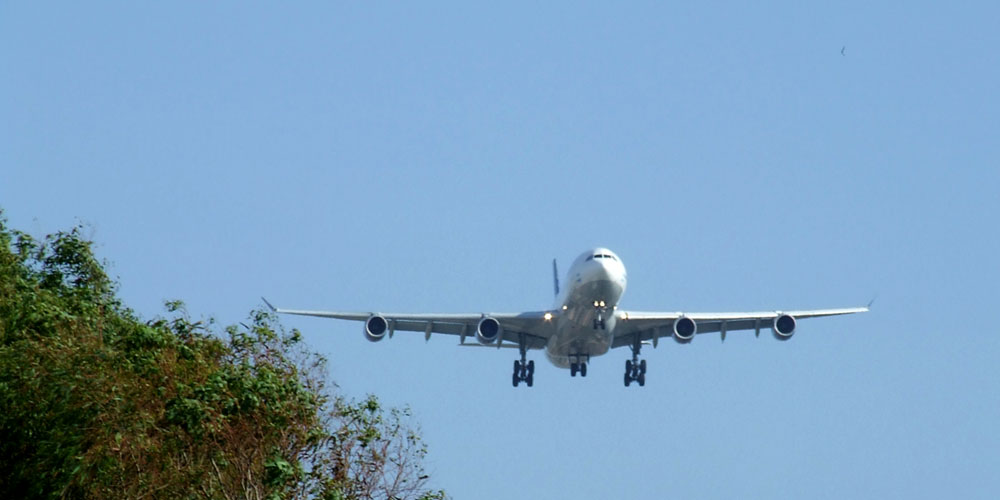
Avvicinamento di un Airbus A340

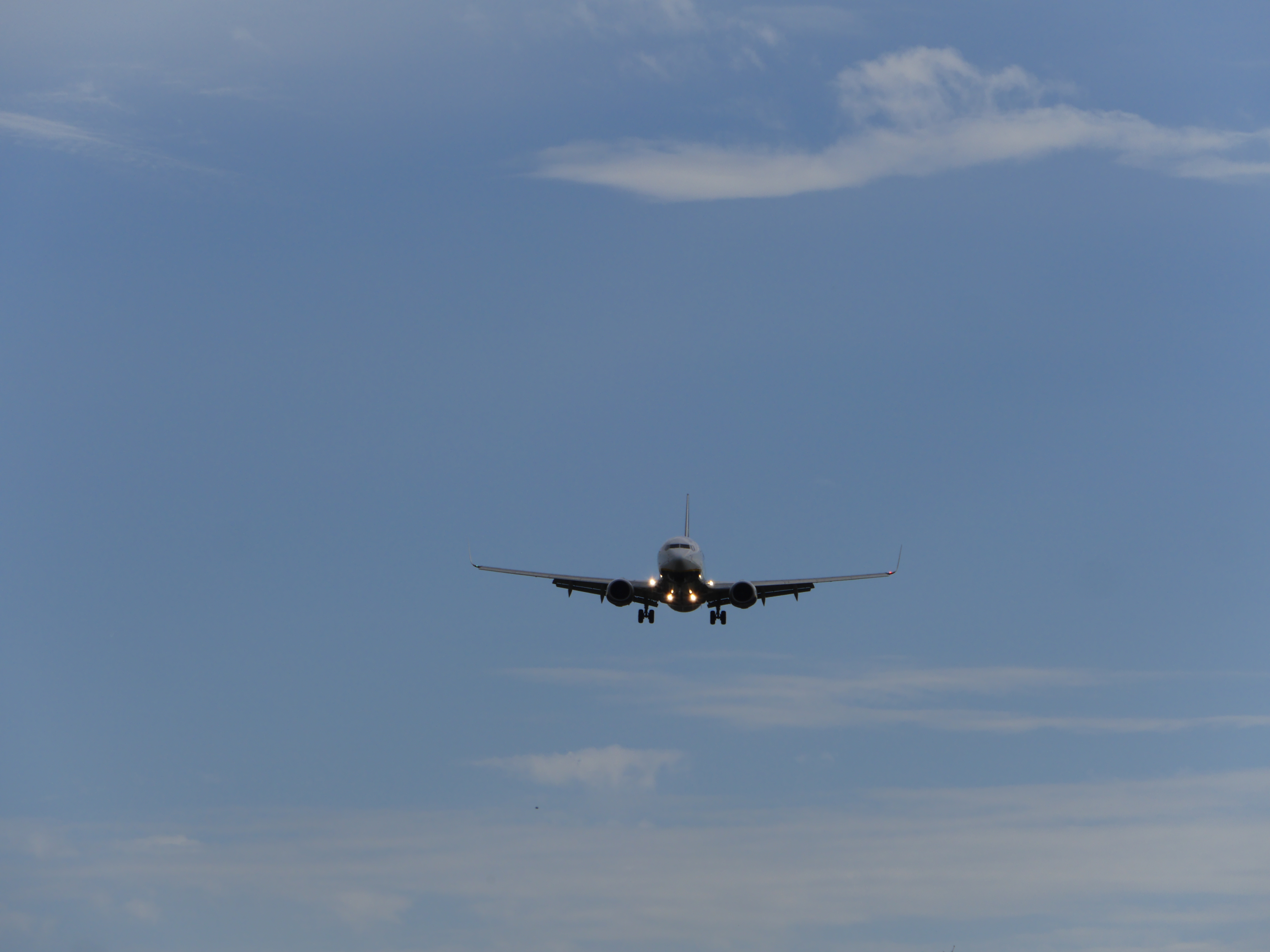
Avvicinamento di un Boeing 737

Durante l'atterraggio, ci sono fasi importanti che sono comuni sia per un aereo da turismo che per un più grande aereo di linea.
Una delle prime operazioni da fare durante la discesa dell'aereo verso la pista, quando si trova già nella posizione di avvicinamento finale, è l'estensione dei flap e degli spoiler, che consentono, modificando l'aspetto aerodinamico dell'ala, un aumento di portanza e soprattutto di resistenza, consentendo all'aereo di scendere lungo una stessa traiettoria a una minore velocità. Successivamente occorre estrarre il carrello di atterraggio, per gli aerei che sono provvisti di un carrello retrattile, e attivare le luci di atterraggio.
L'aereo scende così verso terra a una velocità che il pilota deve mantenere il più possibile vicina alla cosiddetta velocità di riferimento Vref per l'avvicinamento. Se l'aeroporto ne è dotato e se la visibilità è sufficiente, il pilota adotta un angolo di discesa basandosi sulle indicazioni di sistemi luminosi di avvicinamento installati ai lati delle pista quali il PAPI o il VASI, per controllare la quota, quest'ultimo utilizzato meno frequentemente e prevalentemente in piccoli aeroporti. Quando il velivolo si trova a circa 10 metri dalla pista, il pilota automatico attiva la manovra "retard" per addolcire il contatto con la pista: la potenza dei motori viene quindi ridotta al minimo e il muso inclinato di 7 gradi, effettuando il cosiddetto touch down con il carrello posteriore nel caso di aerei tricicli, poiché quello anteriore tocca terra soltanto secondariamente. Nel caso di aerei bicicli il touch down è meno apprezzabile, in quanto essa ha il solo scopo di addolcire l'impatto con il suolo e il velivolo tocca terra prima con il carrello anteriore, essendo esso quello principale e non con quello posteriore, che è costituito solamente da un piccolo ruotino di coda.
Al momento del touch down il pilota attiva dei deflettori posti sulle ali e se impostati vengono attivati i freni automatici (non utilizzati da varie compagnie) se l'apparecchio ne è dotato, oppure li arma poco prima dell'atterraggio di modo tale che al contatto con la pista si estendano automaticamente; tuttavia non tutti gli aeromobili dotati di deflettori hanno anche questa particolarità finalizzata a ridurre i tempi di reazione del pilota. Successivamente, quando tutti i carrelli sono a contatto con il suolo, si azionano gli inversori di spinta, ammesso che l'aeromobile ne disponga. Il pilota agisce infine sui freni meccanici dei carrelli per rallentare ulteriormente l'aeromobile o, in casi più rari, arrestarlo del tutto. A seguito della manovra di atterraggio il pilota disattiva gli invertitori di spinta, non più utili nella manovra di rullaggio, retrae i deflettori ed i flap e conduce lentamente l'aereo all'area di sbarco indicata dalla torre di controllo.

## Appontaggio

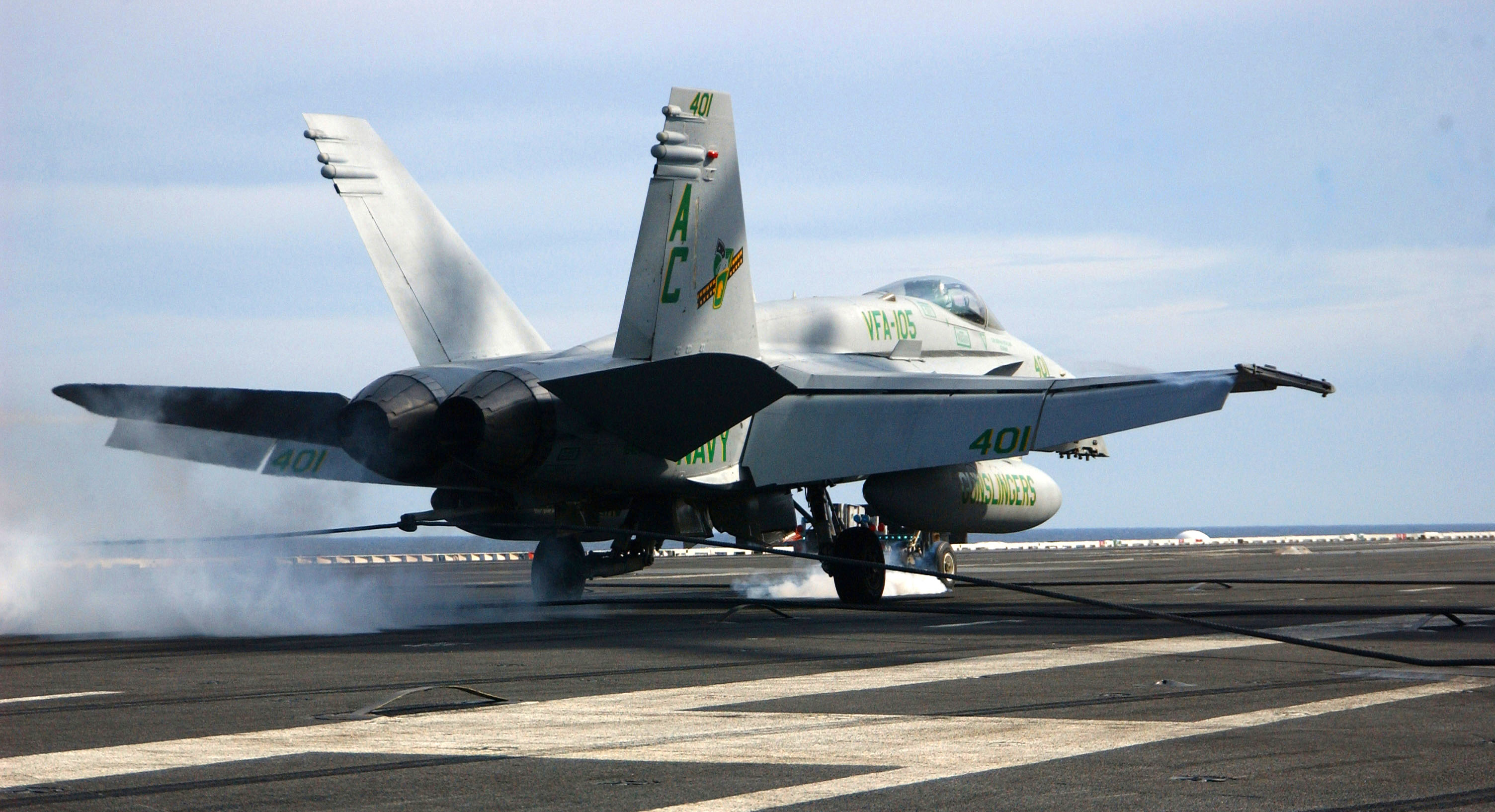
Appontaggio di un F/A-18C Hornet (VFA-105) sulla USS Harry S. Truman (CVN 75)

Quando si atterra a bordo di una portaerei, si parla di appontaggio. Per atterrare su una portaerei, gli aerei devono essere dotati di un gancio di coda che serve ad agganciare uno dei quattro cavi d'arresto presenti sul ponte. È un sistema estremamente pericoloso, tanto che gli appontaggi vengono considerati come degli schianti controllati: infatti l'aereo viene frenato da una velocità di circa 250 km/h a 0 km/h in circa 100 metri, la lunghezza della pista di atterraggio a bordo. Per rendere più sicura questa fase, la portaerei si posiziona controvento e spinge al massimo i motori, in modo da ridurre la velocità relativa dell'aereo rispetto alla nave.
Una caratteristica curiosa di questo tipo di atterraggio è la necessità del pilota di dare tutta manetta accendendo anche i post-bruciatori al momento del contatto con la pista per evitare di precipitare in mare qualora non riesca ad agganciare i cavi di arresto.
È infatti possibile che:
1. il pilota possa arrivare "lungo" per errori di manovra o per variazioni repentine del vento
2. l'oscillazione della portaerei in caso di mare agitato possa "abbassare" il ponte, facendo mancare l'aggancio
3. un cavo possa spezzarsi

Sono tutte situazioni in cui ovviamente l'aeroplano non si può fermare coi sistemi sopracitati. Non potendosi fermare, l'unica soluzione per il pilota è riattaccare sfruttando la velocità residua, non potendo contare (a differenza dei decolli) sulla potenza della catapulta.
Solo una volta che sia sicuro di aver agganciato i cavi di arresto, allora il pilota può ridurre completamente la manetta (ma tale è la velocità dell'arresto che praticamente le manette vengono chiuse solo ad aereo fermo).

## Atterraggi in presenza di vento
Per ridurre la velocità al suolo, la situazione ottimale per decollo e atterraggio è quella con il vento contrario. In caso di vento in coda si utilizza la pista in senso opposto così da essere sempre controvento. In alcuni aeroporti, per motivi ambientali o per favorire il flusso del traffico, l'atterraggio è previsto anche con leggero vento in coda, si parla in questo caso di pista preferenziale. Il "cambio pista", ossia il passaggio all'uso della pista opposta avviene quando il vento si avvicina ad un valore determinato, in genere i 5 kn in coda, (es. Roma Fiumicino piste 16 per motivi traffico, Malpensa piste 35 per orografia). Gli aeromobili di linea sono certificati per atterrare con vento di 10 kn in coda ed in alcuni casi fino a 15 kn in coda. Atterraggio con vento in coda aumenta l'usura dei freni e degli pneumatici sottoposti a maggiore velocità relativa, aumentano anche le casistiche di incidenti dovuti ad escursione di pista a causa dell'aumento di spazio di atterraggio necessario all'arresto.
Nel caso in cui ci fosse una pista con vento laterale (detto vento al traverso) la situazione è molto più complessa, il vento laterale aumenta la portanza dell'ala sopravvento mentre la fusoliera copre l'ala sottovento che sviluppa meno portanza, su tutti gli aerei l'imperativo è mantenere l'ala sopravvento più bassa di quella sottovento al fine di evitare una forte tendenza al rollio dal lato sottovento. Il vento al traverso massimo ammesso varia a seconda del modello di aeromobile e corrisponde al vento oltre il quale i comandi usati a fondo corsa non permettono di mantenere il controllo laterale. I numeri variano di 15 kn per aerei da turismo ai 35 kn per aerei di linea. Le tecniche variano a seconda del tipo di velivolo, in genere sono relative alla massa dell'aeromobile, in aerei di linea il pilota deve impostare una traiettoria che conduce alla pista in linea retta, è essenziale che al momento della toccata il baricentro del velivolo sia allineato all'asse pista e la direzione di movimento del baricentro sia anch'essa allineata, infatti, a causa dell'elevata inerzia dopo la toccata il velivolo continuerà inesorabilmente lungo la sua traiettoria fintanto che la massa non venga a scaricarsi in pieno sulle ruote. Per impostare suddetta traiettoria retta è necessario mantenere le ali livellate e una prua leggermente controvento, altrimenti l'aereo si sposterebbe lateralmente rispetto all'asse pista. Tale condizione viene detta di "crab" ovvero granchio, proprio a ricordare che si sta camminando di lato. L'angolo di crab (in gergo di scarroccio) deve essere eliminato in fase di atterraggio affinché la fusoliera e quindi il carrello siano parallele all'asse pista nel momento in cui il peso dell'aeromobile si scaricherà sulle ruote, con una delle seguenti tecniche:
a) Scivolata d'ala: il pilota immette piede contrario al vento, ossia usa il timone di coda per allineare il muso dell'aereo alla pista, facendo questa manovra l'ala sottovento "cade" e quindi viene contrastato il rollio dando barra al vento. La condizione di comandi incrociati viene conservata durante tutta la flare. In realtà questa manovra non deve essere particolarmente tempestiva, perché l'aereo se è leggermente inclinato con l'ala bassa dalla parte del vento, e ha il timone completamente girato dalla parte opposta può procedere un po' lateralmente, come un carrello della spesa, quindi con il vento laterale può procedere lungo l'asse della pista con la prua allineata correttamente. Questa manovra è consueta su aeroplani leggeri e consente anche di perdere quota molto rapidamente, perché fa "cadere" l'aereo su un lato; nonostante sia particolarmente impressionante, sia per i passeggeri che per gli spettatori al suolo, è molto sicura, perché il volo normale può essere ripreso in qualunque momento.
b) de-crab: vengono azionati i comandi come in scivolata d'ala ma durante la flare, questo permette un miglior controllo del profilo verticale durante l'atterraggio in quanto l'equilibrio spinta - resistenza non viene a modificarsi come durante la scivolata d'ala. Questa tecnica è consueta su aeromobili di linea e necessita adeguato addestramento e conoscenza dello specifico modello specialmente con vento forte ed a raffiche. I piloti da poco convertiti sullo specifico modello hanno in genere una limitazione del 50% del limite di vento al traverso ammesso.
c) crab landing: Come il de-crab richiede un pronto e misurato azionamento dei comandi incrociati. Viene usata su aeromobili wide-body e consente l'atterraggio in condizione di crab. Il pilota compensa parzialmente il vento al traverso con i comandi incrociati durante la flare e permette all'aeromobile di toccare con la fusoliera non ancora allineata con l'asse pista, prima di posare il ruotino anteriore sarà necessario completare l'allineamento. La tecnica è possibile grazie ad una particolare struttura del carrello principale, che permette una torsione sul piano orizzontale (simile alle ruote posteriori sterzanti degli autotreni) ossia mentre la fusoliera è disallineata il carrello si torce e procede sulla pista allineato all'asse pista. L'angolo massimo fusoliera-pista è di 7° sul B747 ma può raggiungere i 10 gradi su altri modelli. La manovra è spettacolare in quanto date le dimensioni del mezzo, mentre il carrello atterra sull'asse pista, la cabina di pilotaggio è ancora sospesa sul lato della pista prima che il pilota completi l'allineamento e l'atterraggio del ruotino.
Una volta che l'aereo tocca terra, il vento spinge sulla deriva e tende a girarlo controvento. Con il timone, azionato dalla pedaliera, si corregge questa tendenza. Si manterrà barra al vento durante tutta la decelerazione per mantenere costante la distribuzione del peso sulle ruote e quindi la dissipazione dell'energia cinetica da parte dei freni.
L'atterraggio con vento al traverso è particolarmente complicato con aerei con carrello di atterraggio biciclo, cioè con il ruotino piccolo dietro invece che davanti.

## Tipi di atterraggio
- CTOL: Conventional Take-off and Landing - decollo e atterraggio convenzionale (orizzontale)
- STOL: Short Take-Off and Landing - decollo ed atterraggio corto
- STOVL: Short Take Off and Vertical Landing - decollo corto ed atterraggio verticale
- VTOL: Vertical Take-Off and Landing - decollo e atterraggio verticale
- V/STOL: Vertical and/or Short Take-Off and Landing - atterraggio e decollo verticali/corti
- VTOHL: Vertical Take-Off Horizontal Landing - decollo verticale ed atterraggio orizzontale
- CATOBAR: Catapult Assisted Take Off But Arrested Recovery - decollo assistito da catapulta ma recupero arrestato
- STOBAR: Short Take Off But Arrested Recovery - decollo corto ma recupero arrestato

Atterraggi con problematiche
- Atterraggio assistito d'emergenza

## Prevenzione del rischio per l'area a terra interessata dall'atterraggio
L'atterraggio, come il decollo, è una delle fasi dei volo maggiormente a rischio di incidente aereo che possa interessare le aree circostanti l'aeroporto. La normativa vigente prevede vari strumenti di mitigazione di tale rischio che tendono sia a eliminare gli ostacoli ai velivoli sia a limitare i fattori a terra che possano incrementare i danni in caso di incidente.
Il principale riferimento normativo italiano è contenuto nel Codice della Navigazione (R.D. n.30/1942 e s.m.i.) che, tra l'altro, prevede:
- Mappe di vincolo per vietare oggetti di ostacolo al volo (ad es. limitando l'altezza degli edifici in funzione della direzione di atterraggio e della distanza dalla pista);
- Piano di rischio aeroportuale per la limitazione della presenza di residenti e di attività a rischio nella direzione di atterraggio (ad es. vietando nuovi insediamenti di scuole, ospedali, depositi di carburante, ecc.).